# Palais des Treize
Le palais des Treize abritait les paraiges, qui formaient l’oligarchie urbaine de la ville de Metz au Moyen Âge et jusqu’à la fin de l’Ancien Régime. Il a aujourd’hui disparu.

## Contexte historique
La République messine possède son propre Hôtel de ville, le palais des Treize. Son histoire est celle d’une ville libre d’Empire qui s’affranchit graduellement de la tutelle féodale impériale avant de perdre son autonomie pour devenir en 1552 une ville sous protectorat français. À partir de ce moment, la République messine et ses institutions déclinent.

## Construction et aménagements
Le palais des Treize est construit entre 1315 et 1317 à Metz, face à la cathédrale Saint-Étienne. Il sert de siège des Treize, puis d’hôtel de Ville. Une gravure de Claude Chastillon (c. 1614) nous montre un bâtiment gothique remarquable, de plan rectangulaire, crénelé et flanqué d’échauguettes d’angles. Le palais présentait deux niveaux habitables, éclairés par de larges baies ogivales à double lancettes, d’un style gothique rayonnant classique, et d’un niveau sous combles. Une haute toiture en bâtière parsemée de lucarnes coiffait cet édifice à l’élégance altière.

## Affectations successives
Lorsque les Paraiges n’existent plus, le palais des Treize abrite le Parlement royal à partir de 1633. Le palais des Treize fut détruit vers 1765 pour faire place aux travaux d’urbanisme lancés par le maréchal Belle-Isle et son successeur le maréchal d’Estrées